# 臺灣黛眼蝶

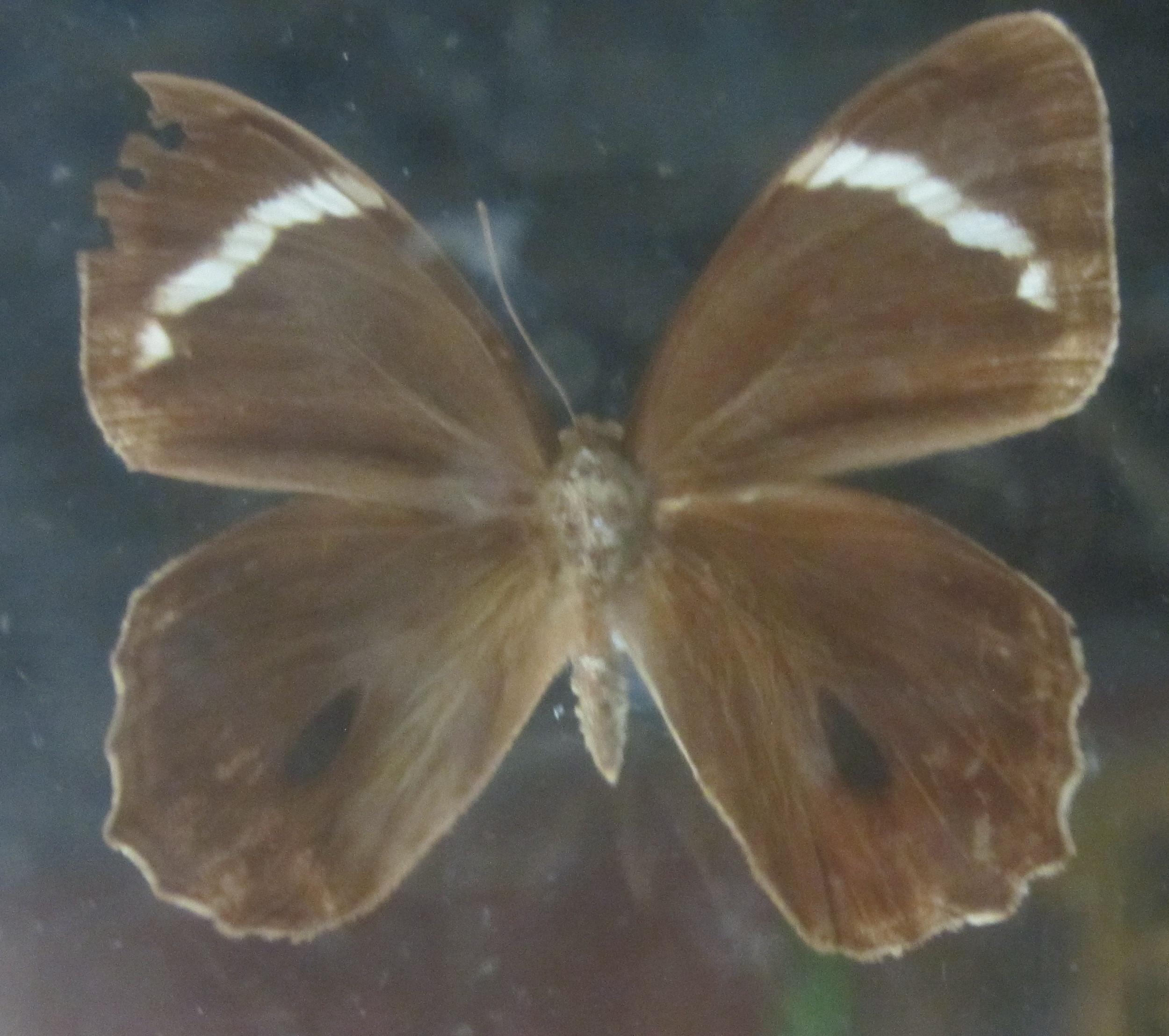
標本

臺灣黛眼蝶（学名：Lethe mataja），又名馬太黛眼蝶、大玉帶黑蔭蝶、大白帶黑蔭蝶、大白帶黛蝶、大白條黑蔭蝶、大斜帶竹眼蝶、黑眉竹眼蝶、台灣黛眼蝶，为蛺蝶科黛眼蝶屬下的一个种。
本種蝶由德國昆蟲學家漢斯·弗魯斯多福命名。

## 描述
本種為中型眼蝶，體背深褐，腹側灰褐。雌雄差異不明顯或僅略有不同。
雄蝶頭部黑褐，觸角黑褐帶乳白紋，末端裸露。複眼具毛，後緣白色。口器褐色，下唇鬚黑褐，具乳白側紋。胸部與足部為褐色，前足特化為白色刷狀、跗節退化、有刺，密披毛。腹部背面黑褐，腹面灰白。
前翅長29-36 mm，呈直角三角形，後翅扇形略波狀，M3脈末端突出。翅背色為黑褐或深褐，前翅中央具弧形斜白帶，亞外緣有灰白或淺色細線，後翅較明顯。後翅背面CuA1室有雄性性標（黑褐斑）。
翅腹面褐色，前翅中室中央有2條暗褐或紫色短線，外側M1與M2室各具一眼紋，近翅頂；後翅有5枚眼紋（CuA1室缺），彎曲排列，鑲紫圈，中央另有2條紫色或暗褐色橫線。亞外緣有乳黃色帶紋，鑲紫色邊。緣毛為白色間褐色。
雌蝶形態與雄蝶相似，但前足發育正常、疏毛、具跗節分節與刺，無性標；後翅腹面CuA1室常具小型眼紋。

## 分佈
臺灣黛眼蝶為台灣特有種，分布於海拔200至2000公尺山區。

## 棲地
棲息於常綠闊葉林，一年多代，全年可見。成蝶活動於林緣，飛翔敏捷快速；幼蟲以禾本科芒草葉片為食。